# The Power Station Years
Albums de Jon Bon Jovi
Destination Anywhere
(1997) At The Starland Ballroom Live
(2009)
The Power Station Years est une compilation de chansons inédites enregistrées par le chanteur et guitariste Jon Bon Jovi, enregistré en 1998 et faisant partie de l'ensemble Power Station Years.
L'artiste est crédité sous son nom d'état-civil, John Bongiovi, sur la pochette. En effet, l'album est constitué de démos enregistrées au début de sa carrière, autrement dit au début des années 1980, (donc avant l'adoption de son nom de scène) au studio Power Station, propriété de son cousin, Tony Bongiovi, un producteur de disques connu, où John travaillait comme concierge. Après les heures de fermeture du studio, il y enregistrait sa propre musique, assisté par son cousin. Les chansons ont donc été enregistrées avant la formation du groupe maintenant célèbre, Bon Jovi. 
Les disques ne sont pas officiels et ont été initialement publiés sous le label Masquerade.
Le disque a été réédité à plusieurs reprises avec notamment une version comportant 14 pistes et la dernière édition en date avec 20 morceaux. On peut totaliser une vingtaine de chansons, dont une version instrumentale de Runaway (qui atteint la 39 position du Billboard Hot 100 en 1984). Aucune de ces chansons n'est parue par la suite sur un album de Bon Jovi, malgré la qualité de certaines qui convenaient totalement au style du premier album, comme Hollywood Dreams, Who Said It Would Last Forever ou bien Don't Do That To Me Anymore.
La chanson Bobby's Girl parle de la femme de Jon, Dorothea Hurley. Dorothea sortait avec Bobby, un ami d'enfance du chanteur (Jon en parle également dans le morceau Blood on Blood de son groupe), au moment où Jon et Dorothea se sont rencontrés pour la première fois.
More That We Bargained For, l'une de ces chansons, est sortie en single à la fin des années 1990 et est devenue l'un des collectors les plus prisés des collectionneurs.

## Liste des titres

### Version sortie en 1998
1. Who Said It Would Last Forever (Bon Jovi, Jim Pooles)
2. Open Your Heart
3. Stringin' a Line (Ian Thomas)
4. Don't Leave Me Tonight
5. Hollywood Dreams (Bon Jovi, Pooles)
6. Don't You Believe Him
7. More Than We Bargained For (Bon Jovi, Pooles)
8. Head Over Heels
9. What You Want
10. Talkin' in Your Sleep (Bon Jovi, George Karakaglou)

### Version éditée de 1999
1. Who Said It Would Last Forever
2. Open Your Heart
3. Stringin' a Line
4. Don't Leave Me Tonight
5. More Than We Bargained For
6. For You
7. Hollywood Dreams
8. All Talk, No Action
9. Don't Keep Me Wondering
10. Head Over Heels
11. No One Does It Like You
12. What You Want
13. Don't You Believe Him
14. Talkin' in Your Sleep

### Version éditée de 2001
1. Who Said It Would Last Forever - 4:01
2. Open Your Heart - 3:46
3. Stringin' a Line - 3:46
4. Don't Leave Me Tonight - 4:53
5. More Than We Bargained For - 3:49
6. For You - 3:04
7. Hollywood Dreams - 3:16
8. All Talk, No Action - 3:29
9. Don't Keep Me Wondering - 2:57
10. Head Over Heels - 3:31
11. No One Does It Like You - 4:14
12. What You Want - 3:32
13. Don't You Believe Him - 3:13
14. Talkin' in Your Sleep - 4:20
15. Bobby's Girl - 1:39
16. Gimme Some Lovin' Charlene - 2:29
17. Don't Do That to Me Anymore - 3:47
18. This Woman Is Dangerous - 4:08
19. Maybe Tomorrow - 3:32
20. Runaway (Instrumentale) - 3:39

## Personnel
- Jon Bon Jovi - chant, guitare, piano, percussion
- Bill Frank - guitare solo
- Jim McGrath - batterie
- Charlie Mills - batterie
- David Raschbaum - chœurs, claviers, piano
- Mick Seeley - basse, chœurs
- Rick Cyr - saxophone, orgue

Équipe de production:
- Tony Bongiovi	 - 	Producteur, ingénieur du son
- Rocco Raffa	 	 - 	Mixage
- Roy Hendrickson	 - 	Mixage
- Jason Corsaro	 	 - 	Mixage
- Scott Litt	 	 - 	Ingénieur du son
- Ron Winter	         - 	Producteur exécutif (1998)
- Lee Rumble	 	 - 	Engineering (1998)
- Prime CD's, London	 - 	Mastering (1998)
- The Creative Tank, Ltd - 	Conception